# Алгодан-ди-Жандаира
Алгодан-ди-Жандаира (порт. Algodão de Jandaíra) — муниципалитет в Бразилии, входит в штат Параиба. Составная часть мезорегиона Сельскохозяйственный район штата Параиба. Входит в экономико-статистический микрорегион Куриматау-Осидентал. Население составляет 2385 человек на 2006 год. Занимает площадь 220,246 км². Плотность населения — 10,8 чел./км².

## Статистика
- Валовой внутренний продукт на 2003 год составляет 5 672 102,00 реалов (данные: Бразильский институт географии и статистики).
- Валовой внутренний продукт на душу населения на 2003 год составляет 2461,85 реалов (данные: Бразильский институт географии и статистики).
- Индекс развития человеческого потенциала на 2000 год составляет 0,552 (данные: Программа развития ООН).